# Puchar Świata w narciarstwie alpejskim kobiet 1968/1969
Puchar Świata w narciarstwie alpejskim kobiet sezon 1968/1969 jest to 3 edycja tej imprezy. Cykl ten rozpoczął się we francuskim Val d’Isère 11 grudnia 1968 roku, a zakończył się 21 marca 1969 roku w amerykańskim Waterville Valley.

## Terminarz i wyniki
| Lp. | Miejscowość            | Konkurencja | Data             | 1. miejsce        | 2. miejsce             | 3. miejsce            |
| --- | ---------------------- | ----------- | ---------------- | ----------------- | ---------------------- | --------------------- |
| 1.  | Val d’Isère            | Gigant      | 11 grudnia 1968  | Françoise Macchi  | Rosi Mittermaier       | Annie Famose          |
| 2.  | Oberstaufen            | Gigant      | 3 stycznia 1969  | Kiki Cutter       | Gertrud Gabl Olga Pall | —                     |
| 3.  | Oberstaufen            | Slalom      | 4 stycznia 1969  | Gertrud Gabl      | Judy Nagel             | Barbara Cochran       |
| 4.  | Grindelwald            | Slalom      | 7 stycznia 1969  | Gertrud Gabl      | Annie Famose           | Kiki Cutter           |
| 5.  | Grindelwald            | Zjazd       | 10 stycznia 1969 | Wiltrud Drexel    | Rosi Mittermaier       | Isabelle Mir          |
| 6.  | Schruns                | Zjazd       | 15 stycznia 1969 | Wiltrud Drexel    | Florence Steurer       | Annie Famose          |
| 7.  | Schruns                | Slalom      | 16 stycznia 1969 | Rosi Mittermaier  | Gertrud Gabl           | Kiki Cutter           |
| 8.  | St. Gervais            | Slalom      | 23 stycznia 1969 | Ingrid Lafforgue  | Annie Famose           | Judy Nagel            |
| 9.  | St. Gervais            | Zjazd       | 25 stycznia 1969 | Isabelle Mir      | Annie Famose           | Annemarie Moser-Pröll |
| 10. | Sankt Anton am Arlberg | Zjazd       | 31 stycznia 1969 | Olga Pall         | Isabelle Mir           | Wiltrud Drexel        |
| 11. | Vipiteno               | Slalom      | 8 lutego 1969    | Judy Nagel        | Cathy Nagel            | Florence Steurer      |
| 12. | Vipiteno               | Gigant      | 9 lutego 1969    | Michèle Jacot     | Marilyn Cochran        | Ingrid Lafforgue      |
| 13. | Vysoké Tatry           | Slalom      | 16 lutego 1969   | Gertrud Gabl      | Kiki Cutter            | Ingrid Lafforgue      |
| 14. | Vysoké Tatry           | Gigant      | 17 lutego 1969   | Gertrud Gabl      | Marilyn Cochran        | Florence Steurer      |
| 15. | Squaw Valley           | Slalom      | 28 lutego 1969   | Florence Steurer  | Marilyn Cochran        | Bernadette Rauter     |
| 16. | Squaw Valley           | Gigant      | 1 marca 1969     | Bernadette Rauter | Ingrid Lafforgue       | Judy Nagel            |
| 17. | Mont-Sainte-Anne       | Slalom      | 15 marca 1969    | Kiki Cutter       | Ingrid Lafforgue       | Florence Steurer      |
| 18. | Mont-Sainte-Anne       | Gigant      | 16 marca 1969    | Michèle Jacot     | Marilyn Cochran        | Wiltrud Drexel        |
| 19. | Waterville Valley      | Gigant      | 18 marca 1969    | Bernadette Rauter | Karen Budge            | Marilyn Cochran       |
| 20. | Waterville Valley      | Slalom      | 21 marca 1969    | Kiki Cutter       | Rosi Mittermaier       | Judy Nagel            |

### Klasyfikacje
| Lp. | Zawodnik         | Punkty |
| --- | ---------------- | ------ |
| 1.  | Gertrud Gabl     | 131    |
| 2.  | Florence Steurer | 112    |
| 3.  | Wiltrud Drexel   | 111    |
| 4.  | Kiki Cutter      | 107    |
| 5.  | Ingrid Lafforgue | 103    |
| 6.  | Annie Famose     | 101    |
| 7.  | Rosi Mittermaier | 98     |
| 8.  | Michèle Jacot    | 92     |
| 9.  | Isabelle Mir     | 85     |
| 9.  | Judy Nagel       | 85     |

| Lp. | Zawodnik              | Punkty |
| --- | --------------------- | ------ |
| 1.  | Wiltrud Drexel        | 65     |
| 2.  | Isabelle Mir          | 60     |
| 3.  | Olga Pall             | 36     |
| 4.  | Annie Famose          | 35     |
| 5.  | Rosi Mittermaier      | 20     |
| 5.  | Annemarie Moser-Pröll | 20     |
| 5.  | Florence Steurer      | 20     |
| 8.  | Michèle Jacot         | 19     |
| 9.  | Giustina Demetz       | 14     |
| 10. | Erica Skinger         | 10     |
| 10. | Annerösli Zryd        | 10     |

| Lp. | Zawodnik          | Punkty |
| --- | ----------------- | ------ |
| 1.  | Marilyn Cochran   | 60     |
| 2.  | Michèle Jacot     | 56     |
| 3.  | Gertrud Gabl      | 53     |
| 4.  | Florence Steurer  | 51     |
| 5.  | Bernadette Rauter | 41     |
| 6.  | Kiki Cutter       | 37     |
| 7.  | Wiltrud Drexel    | 34     |
| 8.  | Ingrid Lafforgue  | 32     |
| 9.  | Karen Budge       | 31     |
| 10. | Françoise Macchi  | 30     |

| Lp. | Zawodnik            | Punkty |
| --- | ------------------- | ------ |
| 1.  | Gertrud Gabl        | 75     |
| 2.  | Kiki Cutter         | 70     |
| 3.  | Ingrid Lafforgue    | 65     |
| 4.  | Judy Nagel          | 60     |
| 5.  | Annie Famose        | 51     |
| 5.  | Rosi Mittermaier    | 51     |
| 7.  | Florence Steurer    | 41     |
| 7.  | Bernadette Rauter   | 41     |
| 9.  | Cathy Nagel         | 37     |
| 10. | Barbara Ann Cochran | 27     |

| Lp. | Zawodnik          | Punkty |
| --- | ----------------- | ------ |
| 1.  | Francja           | 637    |
| 2.  | Stany Zjednoczone | 521    |
| 3.  | Austria           | 515    |
| 4.  | Niemcy Zachodnie  | 113    |
| 5.  | Szwajcaria        | 49     |